# Bátonyterenye
Bátonyterenye è una città di 13.555 abitanti situata nella contea di Nógrád, nell'Ungheria settentrionale, poco distante dall'abitato di Kisterenye, famoso per il suo castello.

## Amministrazione

### Gemellaggi
- Fiľakovo, Slovacchia
- Giresun, Turchia
- Jirkov, Repubblica ceca
- Kobylnica, Polonia